# Putnoki Béla
Putnoki Béla (Miskolc, 1880. április 28. – Miskolc, 1948. október 22.) jogász, újságíró.

## Élete
Szülei – Putnoki Antal (1846–?) és Csermák Lujza (1859–1913) – első gyermekeként született, utána még 1884 és 1895 között nyolc testvér következett. Iskolai tanulmányait szülővárosában végezte. Jogi diplomáját 1909-ben Budapesten, a Magyar Királyi Pázmány Péter Tudományegyetemen szerezte meg. Már egyetemi tanulmányai alatt publikált a fővárosi Az Üstökös és A Hét című lapokban, Miskolcon pedig a szabadelvű Borsodmegyei Lapokban, költeményeket, novellákat, esztétikai írásokat jelentetett meg. 1901-ben a Miskolczi Napló belső munkatársa lett. 1909-ben, végzett jogászként, magánirodát nyitott Miskolcon, de újságírói munkásságát eközben is tovább folytatta politikai és szakmai lapokban. 1911. július 11-én Miskolcon házasságot kötött a szintén nagy családból származó Mádai Mária Veronika Erzsébettel. 
Az 1919-ben induló Magyar Jövőnek két éven át főszerkesztője volt. 1919-ben az Eperjesi Jogakadémia Miskolcra költözött (a Városház tér 8. alatti saroképület második emeletén kapott helyet), ahol akadémiai előadó, majd magántanár lett. Szakterülete a kereskedelmi és váltójog volt. 1922-től az akadémia kiadványa Putnoki szerkesztésében a Miskolci Ev. Jogakadémia Tudományos Értekezéseinek Tára volt. 1925 januárjában, Bruckner Győző, a miskolci jogakadémia dékánjának kezdeményezésére indult meg a Miskolci jogászélet című lap, amelynek a felelős szerkesztője lett, és számos tanulmányt, tudományos szakcikket is megjelentetett benne. A lap a Miskolci Jogakadémia és a Miskolci Ügyvédi Kamara közös, havi megjelenésű tudományos lapja volt, mint az ország egyetlen vidéki jog- és államtudományi folyóirata, amely arról is nevezetes, hogy szakmai megjelenési lehetőséget biztosított a tehetsége joghallgatók számára. A lap 1944 áprilisáig jelent meg. A folyóirat keretén belül 1925-ben indult el a Miskolci Jogászélet Könyvtára című kiadványsorozat, amelynek a szerzői között Putnoki Béla neve is megtalálható. Miskolc város tiszti főügyésze és a Miskolci Filharmóniai Társaság elnöke volt. 
1948. október 22-én, 68 éves korában hunyt el szülővárosában. Sírja a miskolci Mindszenti evangelikus temetőben van.

## Főbb művei
- Soldos Béla−Putnoki Béla: Miskolc város közönsége által Jókai Mór születése 100-ik évfordulója ünneplése alkalmából megtartott … ünnepi beszédek. Miskolc, 1925
- Igazságszolgáltatásunk a céhek idejében. Tudományos Értekezések Tára, 4. Budapest, 1925
- Becsületvédelmi irányzatok a büntetőjogban. Miskolci Jogászélet Könyvtára, 22. Miskolc, 1927
- A védelem szerepe a büntető előkészítő eljárásban (büntető-eljárástan). Budapest, 1929